# Exetastes zelotypus
Exetastes zelotypus är en stekelart som beskrevs av Ezra Townsend Cresson 1879. Exetastes zelotypus ingår i släktet Exetastes och familjen brokparasitsteklar. Utöver nominatformen finns också underarten E. z. erythrogaster.